# Норт-Кінгсвілл (Огайо)
Норт-Кінгсвілл (англ. North Kingsville) — селище (англ. village) в США, в окрузі Ештабула штату Огайо. Населення — 2742 особи (2020).

## Географія
Норт-Кінгсвілл розташований за координатами 41°55′31″ пн. ш. 80°40′33″ зх. д. / 41.92528° пн. ш. 80.67583° зх. д. (41.925400, -80.675706).  За даними Бюро перепису населення США в 2010 році селище мало площу 23,07 км², з яких 23,02 км² — суходіл та 0,05 км² — водойми.

## Демографія
Згідно з переписом 2010 року, у селищі мешкали 2923 особи в 1150 домогосподарствах у складі 874 родин. Густота населення становила 127 осіб/км².  Було 1294 помешкання (56/км²).
Расовий склад населення:
| - 96,5 % — білих - 1,2 % — азіатів - 0,7 % — чорних або афроамериканців - 0,2 % — вихідців з тихоокеанських островів - 0,1 % — корінних американців |

До двох чи більше рас належало 1,1 %. Частка іспаномовних становила 1,5 % від усіх жителів.
За віковим діапазоном населення розподілялося таким чином: 23,0 % — особи молодші 18 років, 61,1 % — особи у віці 18—64 років, 15,9 % — особи у віці 65 років та старші. Медіана віку мешканця становила 44,8 року. На 100 осіб жіночої статі у селищі припадало 95,3 чоловіків;  на 100 жінок у віці від 18 років та старших — 96,0 чоловіків також старших 18 років.
Середній дохід на одне домашнє господарство  становив 67 188 доларів США (медіана — 60 343), а середній дохід на одну сім'ю — 73 063 долари (медіана — 61 968). Медіана доходів становила 52 004 долари для чоловіків та 46 023 долари для жінок. За межею бідності перебувало 6,7 % осіб, у тому числі 5,7 % дітей у віці до 18 років та 4,5 % осіб у віці 65 років та старших.
Цивільне працевлаштоване населення становило 1281 осіб. Основні галузі зайнятості: виробництво — 30,1 %, освіта, охорона здоров'я та соціальна допомога — 27,6 %, транспорт — 9,4 %, роздрібна торгівля — 8,1 %.